# Alkali Ike's Homecoming
Alkali Ike's Homecoming è un cortometraggio muto del 1913 scritto, prodotto e diretto da Gilbert M. 'Broncho Billy' Anderson.

## Trama
Approfittando dell'assenza di Alkali Ike, partito per un viaggio all'Est, Slippery Slim guadagna rapidamente il favore di Sophie. Ma lei, ripensando al suo corteggiatore lontano, comincia ad averne nostalgia. Slim la sorprende un giorno mentre guarda delle foto: le annuncia, allora, la notizia della morte di Ike. Sophie rimane sconvolta e ritorna con il pensiero al suo vecchio amore. Si precipita nei negozi dove compera metri e metri di crespo nero, stoffa, fazzoletti e altro materiale per un abito da vedova. Al ranch arriva la notizia del prossimo arrivo di Ike: i ragazzi organizzano un comitato di ricevimento per la sua venuta insieme alla banda musicale che lo va ad accogliere alla stazione. Ike torna subito a casa: si spoglia dei vestiti da città rimettendosi stivali, camicia e cappello Stetson. Ma trova anche dei fiori con un biglietto che reca la scritta "Al mio amato Alkali, morto il 2 febbraio 1913". Allora si reca da Sophie: sbirciando dalla finestra, vede Slippery Slim che cerca di consolare il dolore della sua bella. Slim si accorge della sua venuta e decide di sparire. Quando Sophie solleva lo sguardo, vede entrare Alkali Ike e i due finiscono felici uno nelle braccia dell'altra.

## Produzione
Il film fu prodotto dalla Essanay Film Manufacturing Company. Venne girato a Niles. Gilbert M. 'Broncho Billy' Anderson, fondatore della casa di produzione Essanay (che aveva la sua sede a Chicago), aveva individuato nella cittadina californiana di Niles il luogo ideale per trasferirvi una sede distaccata della casa madre. Niles diventò, così, il set dei numerosi western prodotti da Anderson.

## Distribuzione
Distribuito dalla General Film Company, il film - un cortometraggio di una bobina - uscì nelle sale cinematografiche USA il 19 aprile 1913.